# Gran Premio Ciclista La Marsellesa 2020
La 41.ª edición de la clásica ciclista Gran Premio Ciclista la Marsellesa fue una carrera en Francia que se celebró el 2 de febrero de 2020 con inicio y final en la ciudad de Marsella sobre un recorrido de 145,3 km.
La carrera hizo parte del UCI Europe Tour 2020, calendario ciclístico de los Circuitos Continentales UCI dentro de la categoría 1.1. El vencedor final fue el francés Benoît Cosnefroy del AG2R La Mondiale seguido del también francés Valentin Madouas del Groupama-FDJ y el belga Tom Devriendt del Circus-Wanty Gobert.

## Equipos participantes
Tomaron parte en la carrera 15 equipos: 4 de categoría UCI WorldTeam, 6 de categoría UCI ProTeam y 5 de categoría Continental. Formaron así un pelotón de 103 ciclistas de los que acabaron 87. Los equipos participantes fueron:
| WorldTeams (4)- Groupama-FDJ - AG2R La Mondiale - Cofidis - NTT Pro Cycling ProTeams (7)- Total Direct Énergie - Nippo Delko One Provence - Arkéa-Samsic - B&B Hotels-Vital Concept p/b KTM - Circus-Wanty Gobert - Bingoal-Wallonie Bruxelles - Sport Vlaanderen-Baloise Equipos continentales (4)- Saint Michel-Auber 93 - Natura4Ever-Roubaix Lille Métropole - Equipo Kern Pharma - Cambodia Cycling Academy |
| |

## Clasificación final
- Las clasificaciones finalizaron de la siguiente forma:[4]

| \| Clasificación general \| Clasificación general \| Clasificación general \| Clasificación general \| Clasificación general \| \| Ciclista \| Ciclista \| Equipo \| Tiempo \| \| \| --------------------- \| --------------------- \| ------------------------ \| --------------------- \| --------------------- \| \| 1.º \| Benoît Cosnefroy \| AG2R La Mondiale \| 3 h 49 min 51 s \| \| \| 2.º \| Valentin Madouas \| Groupama-FDJ \| + 0 s \| \| \| 3.º \| Tom Devriendt \| Circus-Wanty Gobert \| + 0 s \| \| \| 4.º \| Jesús Herrada \| Cofidis \| + 0 s \| \| \| 5.º \| Edward Planckaert \| Sport Vlaanderen-Baloise \| + 17 s \| \| \| 6.º \| Clément Venturini \| AG2R La Mondiale \| + 17 s \| \| \| 7.º \| Damien Touzé \| Cofidis \| + 17 s \| \| \| 8.º \| Anthony Turgis \| Total Direct Énergie \| + 17 s \| \| \| 9.º \| Edvald Boasson Hagen \| NTT Pro Cycling \| + 17 s \| \| \| 10.º \| Anthony Maldonado \| Saint Michel-Auber 93 \| + 17 s \| \| |                      |                          |                 |
| |                      |                          |                 |
| Fuente: ProCyclingStats |                      |                          |                 |
| Clasificación general |                      |                          |                 |
| Ciclista | Ciclista             | Equipo                   | Tiempo          |
| 1.º | Benoît Cosnefroy     | AG2R La Mondiale         | 3 h 49 min 51 s |
| 2.º | Valentin Madouas     | Groupama-FDJ             | + 0 s           |
| 3.º | Tom Devriendt        | Circus-Wanty Gobert      | + 0 s           |
| 4.º | Jesús Herrada        | Cofidis                  | + 0 s           |
| 5.º | Edward Planckaert    | Sport Vlaanderen-Baloise | + 17 s          |
| 6.º | Clément Venturini    | AG2R La Mondiale         | + 17 s          |
| 7.º | Damien Touzé         | Cofidis                  | + 17 s          |
| 8.º | Anthony Turgis       | Total Direct Énergie     | + 17 s          |
| 9.º | Edvald Boasson Hagen | NTT Pro Cycling          | + 17 s          |
| 10.º | Anthony Maldonado    | Saint Michel-Auber 93    | + 17 s          |

## UCI World Ranking
El Gran Premio Ciclista la Marsellesa otorgó puntos para el UCI World Ranking para corredores de los equipos en las categorías UCI WorldTeam, UCI ProTeam y Continental. Las siguientes tablas son el baremo de puntuación y los 10 corredores que obtuvieron más puntos:
| Posición   | 1.º | 2.º | 3.º | 4.º | 5.º | 6.º | 7.º | 8.º | 9.º | 10.º | 11.º | 12.º | 13.º-15.º | 16.º-25.º |
| Puntuación | 125 | 85  | 70  | 60  | 50  | 40  | 35  | 30  | 25  | 20   | 15   | 10   | 5         | 3         |

| Clasificación |                      |                            |        |
| Posición      | Ciclista             | Equipo                     | Puntos |
| ------------- | -------------------- | -------------------------- | ------ |
| 1.º           | Benoît Cosnefroy     | AG2R La Mondiale           | 125    |
| 2.º           | Valentin Madouas     | Groupama-FDJ               | 85     |
| 3.º           | Tom Devriendt        | Circus-Wanty Gobert        | 70     |
| 4.º           | Jesús Herrada        | Cofidis, Solutions Crédits | 60     |
| 5.º           | Edward Planckaert    | Sport Vlaanderen-Baloise   | 50     |
| 6.º           | Clément Venturini    | AG2R La Mondiale           | 40     |
| 7.º           | Damien Touzé         | Cofidis, Solutions Crédits | 35     |
| 8.º           | Anthony Turgis       | Total Direct Énergie       | 30     |
| 9.º           | Edvald Boasson Hagen | NTT                        | 25     |
| 10.º          | Anthony Maldonado    | Saint Michel-Auber93       | 20     |